# 謝永常
謝永常（1630年12月8日—1661年9月17日），字平山，明末福建泉州（海戶）人，明鄭將領，後來與荷蘭東印度公司在台南衛（今台南市安平區）一役中，與一千多名士兵戰亡。
1964年臺南市立初級女子中學（今臺南市立中山國民中學，鄰近五妃廟）進行運動場擴建工程時發現多個骨灰罈，根據統計共發現約1067具骨骸，其中有馬信及白馬將軍謝永常及日本軍人吉元小造大佐遺骨，由當時校長張池龍代為建慶隆廟供奉，如今遷葬到慶隆廟後方的墓塚供奉，被尊稱為「謝府元帥」。李登財和劉還月將得到的神明生平及傳統祭典知識，合著四本《神佛正傳與祭拜須知》，其中謝永常在《夏之卷》有詳細的介紹。

## 生平

### 早期生涯
明崇禎三年十一月初五（西元1630年12月8日），誕生於福建泉州（海戶）。少年時，臂力超乎常人，十分威武。而且經常打抱不平，扶助善良驅逐邪惡。在海戶附近一帶的人，對於謝永常的英勇事蹟有所讚揚，讓他的名聲傳播千里。

### 追隨鄭氏
後來滿族清兵入關，順治帝正式入主中原。謝永常悲痛萬分，就拜別自己的父母，追隨鄭成功。
在南明永曆七年（1653年），正式成為明鄭將領鄭成功的部將，後來因參與數十役大小戰爭，而晉升為馬部先鋒官，為宜毅前鎮陳澤的前鋒。

### 中槍身亡
永曆十五年（1661年）春夏兩季之間，鄭成功率領自己的軍隊，往東邊航行，這時謝永常也跟著鄭成功的行列。終於到了農曆四月初一（4月29日），謝永常他們正式登陸台南鹿耳門。不久，他們與由荷蘭台灣長官揆一所率領之荷軍打仗，苦鬥數月。
農曆八月廿四（9月17日）未時，謝永常在台南安平一役，跟荷軍戰鬥，不幸右臂中槍而亡，享年三十二。另外追隨他的部將趙勝，也在同役陣亡。

## 相關紀念

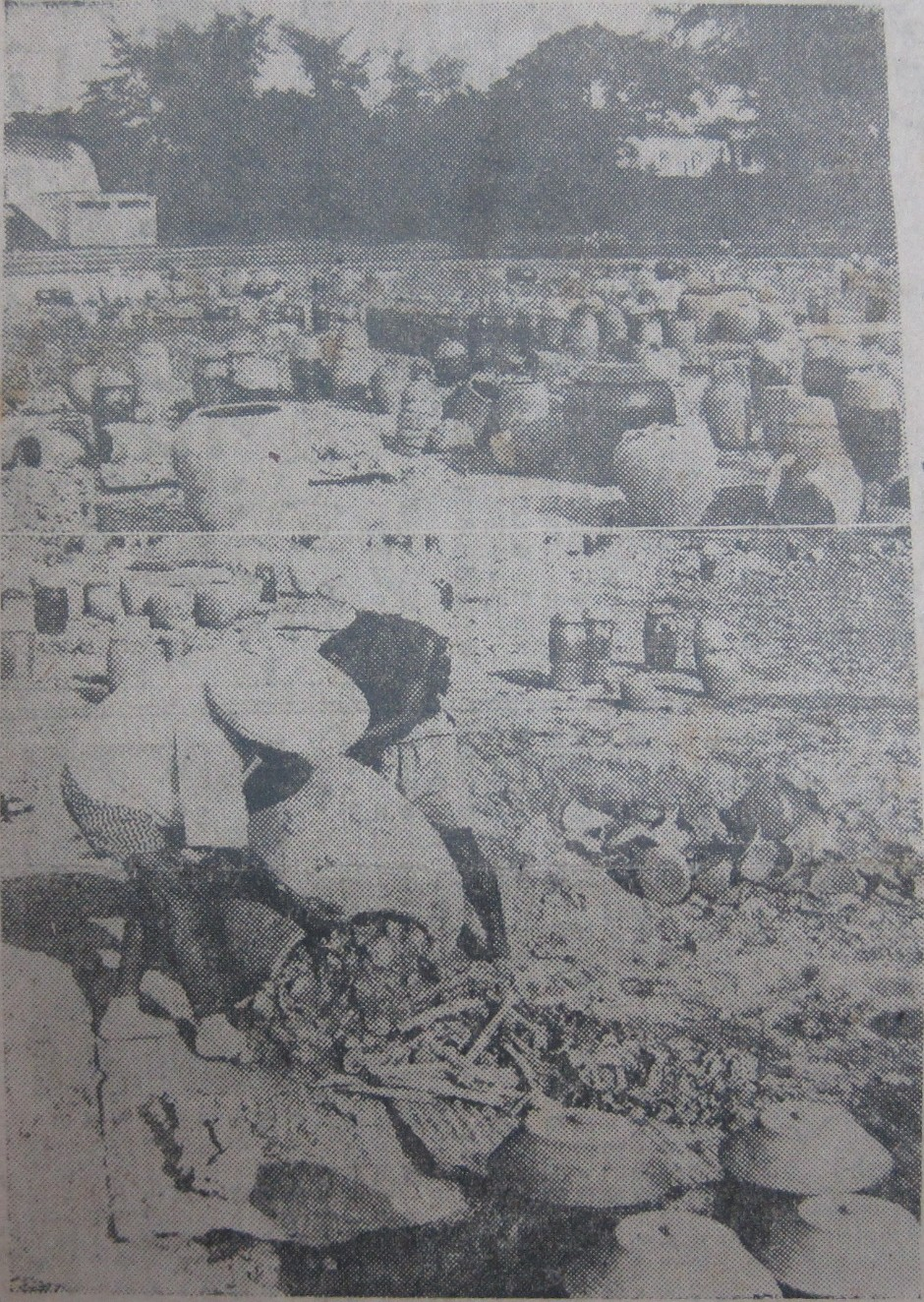
1964年於臺南市立女子初級中學（今中山國中）出土的鄭成功攻臺之役時謝永常陣亡部屬骨骸

民國五十三年（1964年）臺南市立初級女子中學（今臺南市立中山國民中學）在進行操場擴建工程時，挖出一千零六十七具靈骨。而後因為有謝永常顯靈託夢的事件，讓許多人捐獻土地和金錢，準備建立寺廟供奉這些士兵，最後決定在台南市東區後甲公墓一帶立廟，同時取廟名為開基慶隆廟。
該廟除了供奉謝永常外，另供奉趙勝與吉原小造。吉原小造為日本東京人，是日本軍軍官，階級為大佐，以北白川宮能久親王部屬的身分來臺，參與乙未攻臺之役，在安平遭原住民攻擊而陣亡，骨骸與謝將軍同歿一處，故合奉之。

### 引用與注釋
1. ↑  .   [2023-05-13]. （原始内容存档于2023-05-13）.
2. 1 2 3  慶隆廟整理廟後骨骸 大動作[永久]，中華日報
3. 1 2 3  根據《神佛正傳與祭拜須知〔夏之卷〕》所寫的農曆日期，以中央研究院 兩千年中西曆轉換 （页面存档备份，存于）換算成國曆日期。
4. 1 2 3  開基慶隆廟-謝府元帥的簡介[永久]
5. ↑  . 《中華日報》. 1964-07-29: 第三版.
6. 1 2  莊龍和、蔡佳樺. . . 臺南市文化資產保護協會. 2010年3月: 120－127頁. ISBN 978-986-84830-3-3.
7. ↑  開基慶隆廟 旅遊景點-愛睏分享 (VR 實景旅遊網) （页面存档备份，存于），於2010年8月16日查閱。